# Michałowo (gmina Goworowo)
Michałowo – wieś sołecka w Polsce, położona w województwie mazowieckim, w powiecie ostrołęckim, w gminie Goworowo.

## Historia
W latach 1921–1936 wieś leżała w województwie białostockim, w powiecie ostrołęckim, w gminie Szczawin (od 1936 w gminie Goworowo).
Według Powszechnego Spisu Ludności z 1921 roku wieś zamieszkiwało 168 osób, 159 było wyznania rzymskokatolickiego a 9 mojżeszowego. Jednocześnie wszyscy mieszkańcy zadeklarowali polską przynależność narodową. Było tu 30 budynków mieszkalnych . Miejscowość należała do parafii rzymskokatolickiej w Goworowie. Podlegała pod Sąd Grodzki w Ostrołęce i Okręgowy w Łomży; właściwy urząd pocztowy mieścił się w Kuninie Szlacheckim.
W wyniku agresji III Rzeszy na Polskę we wrześniu 1939 wieś znalazła się pod okupacją niemiecką i do wyzwolenia weszła w skład Landkreis Mackeim (makowski) Regierungsbezirk Zichenau (rejencji ciechanowskiej) III Rzeszy.
W latach 1975–1998 miejscowość administracyjnie należała do województwa ostrołęckiego.